# Apparition de l'église éternelle
Apparition de l'église éternelle (La aparición de la iglesia eterna) es una obra para órgano escrito en 1932 por el compositor francés Olivier Messiaen. Esta entre las piezas del compositor que más se interpretan.

## Descripción de la Obra
La pieza está escrita en forma de arco, comenzando en pianissimo (pp) y llegando a un climax con el acorde de Do mayor en fortissimo (fff), luego vuelve al pianissimo. Diversos acordes coloridos se alternan con quintas abiertas en la cima de un bajo pulsante que se repite en un patrón rítmico simple.  Por otro lado se considera que la pieza posee una gran irregularidad rítmica y más libertad que en otras obras tempranas de Messiaen. La pieza está diseñada para describir la aparición de una iglesia eterna que después de un tiempo desaparece; de allí la forma simétrica de la composición. Esta concepción se ha comparado con la descripción del infierno de Dante.

## Contexto
Messiaen describió la pieza al citar el himno Coelestis urbs Jerusalem: “tijeras, martillos, sufrimiento, y pruebas, esculpiendo y puliendo a los elegidos, piedras vivientes de un edificio espiritual”, declarando que el bajo representa el incesante trabajo de construcción. Esta composición se interpreta como una descripción al himno y se tiene como constancia de las inclinaciones del autor hacia la liturgia católica. También llegó a escribir el siguiente poema:
Hecho de piedra viva,
Hecho de piedra celeste,
Aparece en el cielo:
¡La novia del cordero!
La celeste iglesia
Hecho de piedra celeste
Que son las almas elegidas,
Están en Dios y Dios en ellas
¡Por toda la eternidad!
Como la también temprana pieza de Messiaen “Le Banquete Céleste”, esta pieza suele durar cerca de 10 minutos gracias al tiempo de la composición (Trés lent, formalmente 54 corcheas por minuto).  